# Grasso all'alluminio
Il grasso all'alluminio è un grasso lubrificante composto con Alluminio e sostanze saponose adatto a impieghi molto specifici, di solito dove è richiesta ottima lubrificazione superficiale. Sopporta altissime temperature e pressioni (EP), è idrorepellente e antiemulsionante, è facilmente pompabile e quindi adatto agli ingrassatori a pressione (tekalemit).